# Nebojša Joksimović
Nebojša Joksimović es un jugador serbio nacido el 1 de abril de 1981 en la ciudad de Čačak, Serbia. En su actual equipo FK Čukarički Stankom su posición es defensor y hasta la fecha ha marcado 13 goles para ese club.

## Carrera
Nebojša Joksimović debutó en 1999 en el Kolubara Lazarevac, equipo donde convirtió 5 goles. Estuvo en clubes como Radnički Novi Beograd, Radnički Obrenovac, FK Vojvodina, Estrella Roja de Belgrado y su actual club FK Čukarički Stankom.

## Clubes
| Club                      | País   | Año       |
| ------------------------- | ------ | --------- |
| Kolubara Lazarevac        | Serbia | 1999-2001 |
| Radnički Novi Beograd     | Serbia | 2001-2002 |
| Radnički Obrenovac        | Serbia | 2002-2003 |
| FK Vojvodina              | Serbia | 2003      |
| Radnički Obrenovac        | Serbia | 2004      |
| Estrella Roja de Belgrado | Serbia | 2004-2007 |
| Neuchâtel Xamax           | Suiza  | 2007-2008 |
| Čukaricki Stankom         | Serbia | 2009-2010 |

- Datos: Q6984639